# Primærrute 46
De Primærrute 46 is een hoofdweg in Denemarken. De weg loopt van Silkeborg naar Randers. De Primærrute 46 loopt over het schiereiland Jutland en is ongeveer 45 kilometer lang.